# Auranus
Auranus is een geslacht van hooiwagens uit de familie Stygnidae.
De wetenschappelijke naam Auranus is voor het eerst geldig gepubliceerd door Mello-Leitão in 1941. 

## Soorten
Auranus omvat de volgende 2 soorten:
- Auranus hoeferscovitorum
- Auranus parvus